# Fischer Black
Fischer Black (n. 11 ianuarie 1938; d. 30 august 1995) a fost un economist american, coautor al modelului Black-Scholes (împreună cu Myron Scholes).